# Levi Cadogan
Levi Cadogan (ur. 8 listopada 1995 w Bridgetown) – barbadoski lekkoatleta specjalizujący się w biegach sprinterskich.
Srebrny medalista mistrzostw Ameryki Środkowej i Karaibów juniorów (2012). W 2013, startując w sztafecie 4 × 100 metrów, zajął 4. miejsce na mistrzostwach środkowoamerykańskich oraz odpadł w eliminacjach podczas światowego czempionatu w Moskwie. W 2014 zajął 4. miejsce w biegu na 100 metrów podczas juniorskich mistrzostw świata w Eugene oraz sięgnął po srebrny medal igrzysk Ameryki Środkowej i Karaibów. Podwójny brązowy medalista mistrzostw NACAC (2015). Rok później stanął na najniższym stopniu podium młodzieżowego czempionatu Ameryki Północnej i Karaibów.
Medalista CARIFTA Games. Stawał na podium mistrzostw Barbadosu.

## Osiągnięcia
| Rok  | Impreza                                           | Miejsce        | Konkurencja             | Lokata     | Wynik   |
| ---- | ------------------------------------------------- | -------------- | ----------------------- | ---------- | ------- |
| 2012 | Mistrzostwa Ameryki Środkowej i Karaibów juniorów | San Salvador   | bieg na 100 metrów      | 4. miejsce | 10,71   |
| 2012 | Mistrzostwa Ameryki Środkowej i Karaibów juniorów | San Salvador   | bieg na 200 metrów      | 6. miejsce | 21,58   |
| 2012 | Mistrzostwa Ameryki Środkowej i Karaibów juniorów | San Salvador   | sztafeta 4 × 400 metrów | 2. miejsce | 3:14,31 |
| 2013 | Mistrzostwa Ameryki Środkowej i Karaibów          | Morelia        | sztafeta 4 × 100 metrów | 4. miejsce | 39,56   |
| 2013 | Mistrzostwa świata                                | Moskwa         | sztafeta 4 × 100 metrów | eliminacje | 38,94   |
| 2013 | Mistrzostwa panamerykańskie juniorów              | Medellín       | bieg na 100 metrów      | 6. miejsce | 10,53   |
| 2013 | Mistrzostwa panamerykańskie juniorów              | Medellín       | bieg na 200 metrów      | 5. miejsce | 21,04   |
| 2014 | IAAF World Relays                                 | Nassau         | sztafeta 4 × 100 metrów | eliminacje | 39,27   |
| 2014 | IAAF World Relays                                 | Nassau         | sztafeta 4 × 200 metrów | 4. miejsce | 1:21,88 |
| 2014 | Mistrzostwa świata juniorów                       | Eugene         | bieg na 100 metrów      | 4. miejsce | 10,39   |
| 2014 | Mistrzostwa świata juniorów                       | Eugene         | sztafeta 4 × 100 metrów | eliminacje | 41,39   |
| 2014 | Igrzyska Ameryki Środkowej i Karaibów             | Xalapa         | bieg na 100 metrów      | 2. miejsce | 10,27   |
| 2014 | Igrzyska Ameryki Środkowej i Karaibów             | Xalapa         | bieg na 200 metrów      | półfinał   | 21,16   |
| 2015 | Igrzyska panamerykańskie                          | Toronto        | bieg na 100 metrów      | 8. miejsce | 10,18   |
| 2015 | Igrzyska panamerykańskie                          | Toronto        | sztafeta 4 × 100 metrów | 4. miejsce | 38,79   |
| 2015 | Mistrzostwa NACAC                                 | San José       | bieg na 100 metrów      | 3. miejsce | 10,13   |
| 2015 | Mistrzostwa NACAC                                 | San José       | sztafeta 4 × 100 metrów | 3. miejsce | 38,55   |
| 2015 | Mistrzostwa świata                                | Pekin          | bieg na 100 metrów      | półfinał   | 10,19   |
| 2016 | Młodzieżowe mistrzostwa NACAC                     | San Salvador   | bieg na 100 metrów      | 3. miejsce | 10,37   |
| 2016 | Młodzieżowe mistrzostwa NACAC                     | San Salvador   | bieg na 200 metrów      | 4. miejsce | 20,86   |
| 2016 | Igrzyska olimpijskie                              | Rio de Janeiro | bieg na 200 metrów      | eliminacje | 21,02   |
| 2017 | Mistrzostwa świata                                | Londyn         | sztafeta 4 × 100 metrów | eliminacje | 39,19   |

## Rekordy życiowe
- bieg na 60 metrów (hala) – 6,65 (2016)
- bieg na 100 metrów – 10,06 (2015) / 10,01Aw (2015)
- bieg na 200 metrów – 20,45 (2016)

9 sierpnia 2015 w San José Cadogan biegł na pierwszej zmianie barbadoskiej sztafety 4 × 100 metrów, która z wynikiem 38,55 ustanowiła aktualny rekord kraju w tej konkurencji.